# Communistische Partij van Abchazië
De Communistische Partij van Abchazië (Abchazisch: Аҧсны Акомунисттә Апартиа, Russisch: Коммунистическая партия Абхазии, Kommunisticheskaya partiya Abkhazii) is een communistische partij in Abchazië. De partij leider is Lev Shamba. De partij distantieert zich van Jozef Stalin.